# チャールズ・クラウトハマー

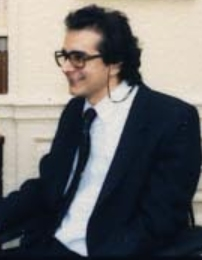
チャールズ・クラウトハマー (1986)

チャールズ・クラウトハマー（Charles Krauthammer, 1950年3月13日 - 2018年6月21日）は、アメリカ合衆国のコラムニスト、評論家。
FOXニュースにゲストコメンテーターとしてレギュラー出演している。ワシントンポスト、タイム、ウィークリー・スタンダード誌で執筆活動をしている。日本では統一教会の日刊紙『世界日報 (日本)』のコラム「ビューポイント」の常連寄稿者の一人。

## 経歴
フランス国籍を持つユダヤ人として、ニューヨークで生まれた。モントリオールで育ち、マギル大学に進学。1970年、政治学と経済学の学位を取得する。1970年から1971年にかけて、オックスフォード大学のベリオール・カレッジに留学する。その後アメリカに移り、ハーバード・メディカルスクールに進学。しかし入学した1972年、事故により麻痺状態に陥ってしまう。リハビリをしながら医学を学び、1975年に医学博士号を取得。同時にマサチューセッツ総合病院の精神科医となる。
1975年から1978年にかけて研修医として働く。この間に躁病の一種を発見し、論文を発表した。
1978年、病院を退職しカーター政権で精神医学の研究を開始。この頃ニュー･リパブリック誌に寄稿を始める。1980年の大統領選挙では、ウォルター・モンデールアメリカ合衆国副大統領のスピーチライターを務めた。
1981年、大統領選挙の敗北に伴ってニュー･リパブリック誌で記者および編集者としての職を得る。1983年にタイムに寄稿を始め、1987年にはワシントンポストで毎週コラムを執筆するようになる。そこでの著作に対して同年ピューリッツァー賞を受賞した。
2006年、フィナンシャル・タイムズによって「アメリカで最も影響力を持つ評論家」と称される。しかしリベラル派の評論家からは「アメリカ最悪のジャーナリストの一人」と批判を受けている。
2018年6月21日に小腸癌のため死去。68歳没。

## 主張

### イデオロギー
一般には保守主義者あるいは新保守主義者とされる。しかし合法的な人工妊娠中絶に賛成、死刑制度に対して反対、インテリジェント・デザインに批判的、進化論に対して科学的に賛成、幹細胞研究を支持、そして環境保護のためのエネルギー税を推進するなどリベラルな側面もある。

### 外交政策および対外介入

#### 冷戦
1980年代半ば、タイムにおいてレーガン・ドクトリンという言葉を使い注目を集める。これは世界に進出する共産主義に対抗するアメリカの新しい外交政策とされ、ソ連のブレジネフ・ドクトリンと比較される。またアメリカ外交政策がソ連に対する封じ込めから巻き返しに変化したことを反映している。この政策はヘリテージ財団や他の保守主義者から強く支持され、レーガン政権の安全保障政策および外交政策に取り入れられた。
1986年2月17日にニューパブリック誌に掲載された論文“The Poverty of Realism”の中で「アメリカの外交政策の目的は、アメリカ自体の安全保障のみならず自由を拡大させること。つまり、民主国家を守り、新興国の民主化を支援することである。」と述べている。そして外交政策は普遍的な自由の拡大と慎重な行動を伴わなければならないと主張し、アメリカの理想主義と現実主義を結びつけることになった。この考えはその後発展し、現在「民主的現実主義 Democratic Realism」と呼ばれている。

#### ポスト冷戦
フォーリン・アフェアーズで発表した論文“The Unipolar Moment”において、「一極構造 Unipolarity」という用語をソ連の崩壊とともに現れた世界構造をあらわすものであると評した。1980年代の一般の意見としては、冷戦期の二極構造はその後多極構造に移りアメリカは日本、ヨーロッパ、中国とともに多くの極のひとつになるというものであった。しかし彼はアメリカと二番手の国の国力の差があまりにも大きく、したがってアメリカを中心とした一極構造が現れると予想した。そしてアメリカの覇権は30年から40年間の間必然的に存在するとした。
覇権はアメリカに必要に応じて単独的に行動する能力と責任を与えると主張しているが、90年代軍事力がどのように使われるべきか慎重になっている。「アメリカの偉大さ」と称する介入政策を主張する新保守主義者とは一線を画し、世界秩序を脅かす脅威が存在しない限り、アメリカは破綻国家の内戦に介入せず、迅速で介入を伴わない外交政策を採用すべきであるとしている。
人道的介入には基本的に反対の姿勢をとっている。人道主義と戦略的必要性から1991年の湾岸戦争を支持したが、ウィリアム・クリストルとともにサダム・フセインの打倒を主張していた。バルカン半島の紛争に関してはそこにアメリカの重要な国益が存在しない限り、アメリカは介入すべきでないと主張した。

#### アメリカ同時多発テロ以後
戦略上の必要性は民主的な理想主義を制限することになると主張する。2004年の講演では、「我々は世界中の民主主義を支援するが、軍事的金銭的な介入をするのは現実的な脅威が存在するなど戦略上重要な地域のみである。」と述べている。
アメリカ同時多発テロは介入を必要とする脅威の存在を明らかにした。2001年9月12日には「アルカイダがテロの首謀者という疑いが証明されれば、アメリカはアフガニスタンを攻撃する以外の選択肢は存在しない。」と述べている。イラク戦争に関しては、現実主義の立場から支持をしている。フセイン政権は国連の制裁を無視し、大量破壊兵器を保有していることは中東地域の脅威になっているとしている。また現実主義の立場から、イラクに民主制を立ち上げることは独裁がはびこり、テロの温床となっている中東地域の政治文化を変革する一歩になるとしている。